# Hälbergets naturreservat
Hälbergets naturreservat är ett naturreservat i Ljusdals kommun i Gävleborgs län.
Området är naturskyddat sedan 2020 och är 21 hektar stort. Reservatet ligger sydost om Järvsö och består av toppen av berget Hälberget med gammal barrskog med inslag av gammeltallar.